# Ephedrismos

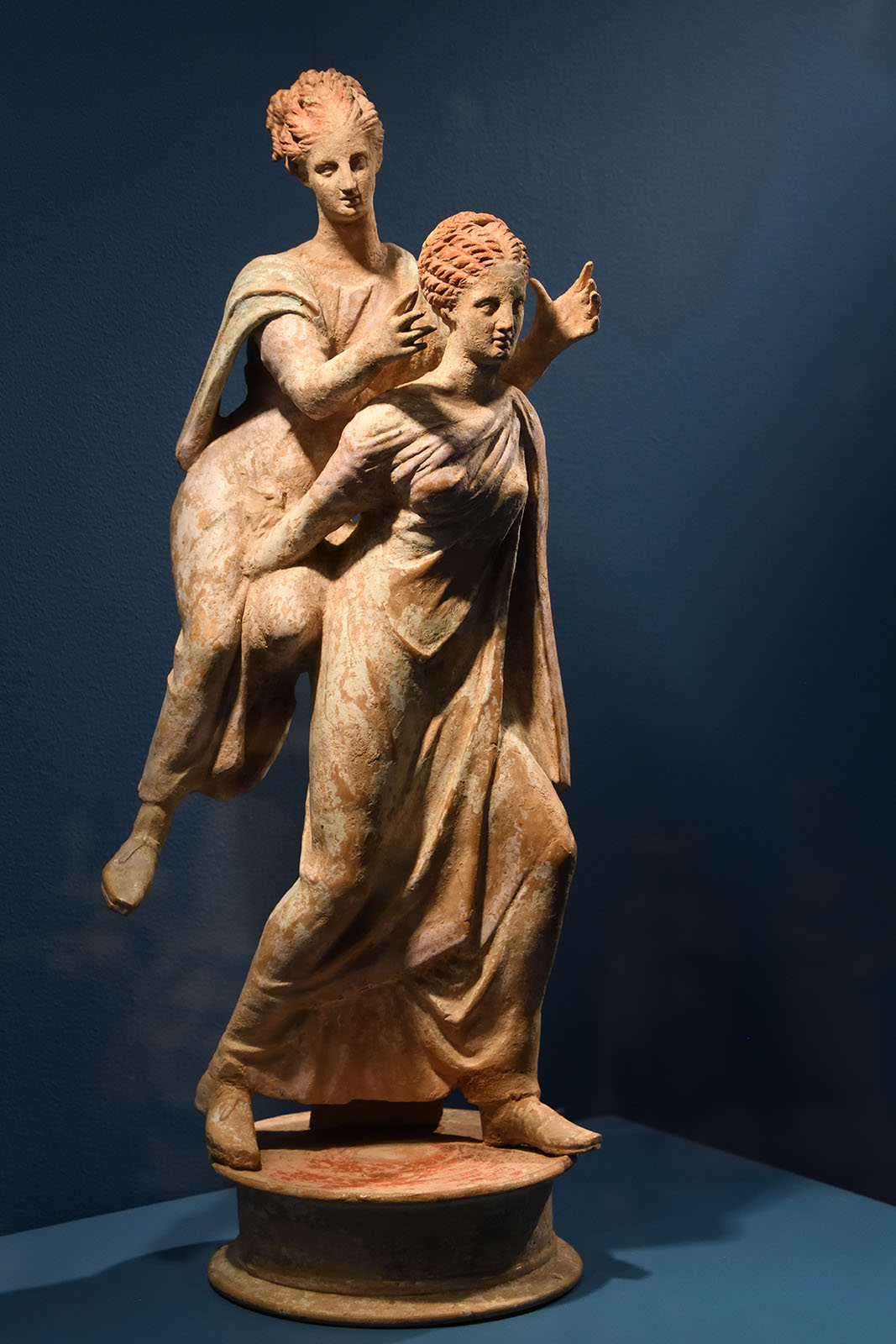
Due ragazze giocano all'ephedrismos, Corinto, 300 a.C. circa.

L'Ephedrismos (in greco antico: ἐϕεδρισμός?; chiamato ἐν κούλῃ in Attica secondo Esichio) era un gioco popolare diffuso nell'antica Grecia. Si tratta di uno dei giochi più raffigurati nell'arte della Grecia antica, in particolare nell'area ateniese, a partire dal VI e IV secolo a.C. e ne sono rimaste numerose testimonianze iconografiche e letterarie, compresa una dettagliata descrizione delle regole realizzata da Giulio Polluce.

## Descrizione
Il funzionamento del gioco era abbastanza semplice. Secondo la descrizione che ne fa Polluce nel suo Onomasticon, il gioco consisteva nel cercare di rovesciare una pietra posta ad una certa distanza, utilizzando una palla oppure altre pietre. Il giocatore che non riusciva nel tentativo di far cadere la pietra doveva scontare una penitenza consistente nel portare il vincitore sulle spalle che, una volta montato sull'avversario, gli copriva gli occhi con le mani. A questo punto lo scopo del gioco era quello di raggiungere, alla cieca, un'altra pietra detta limite (δίορος).

## Iconografia

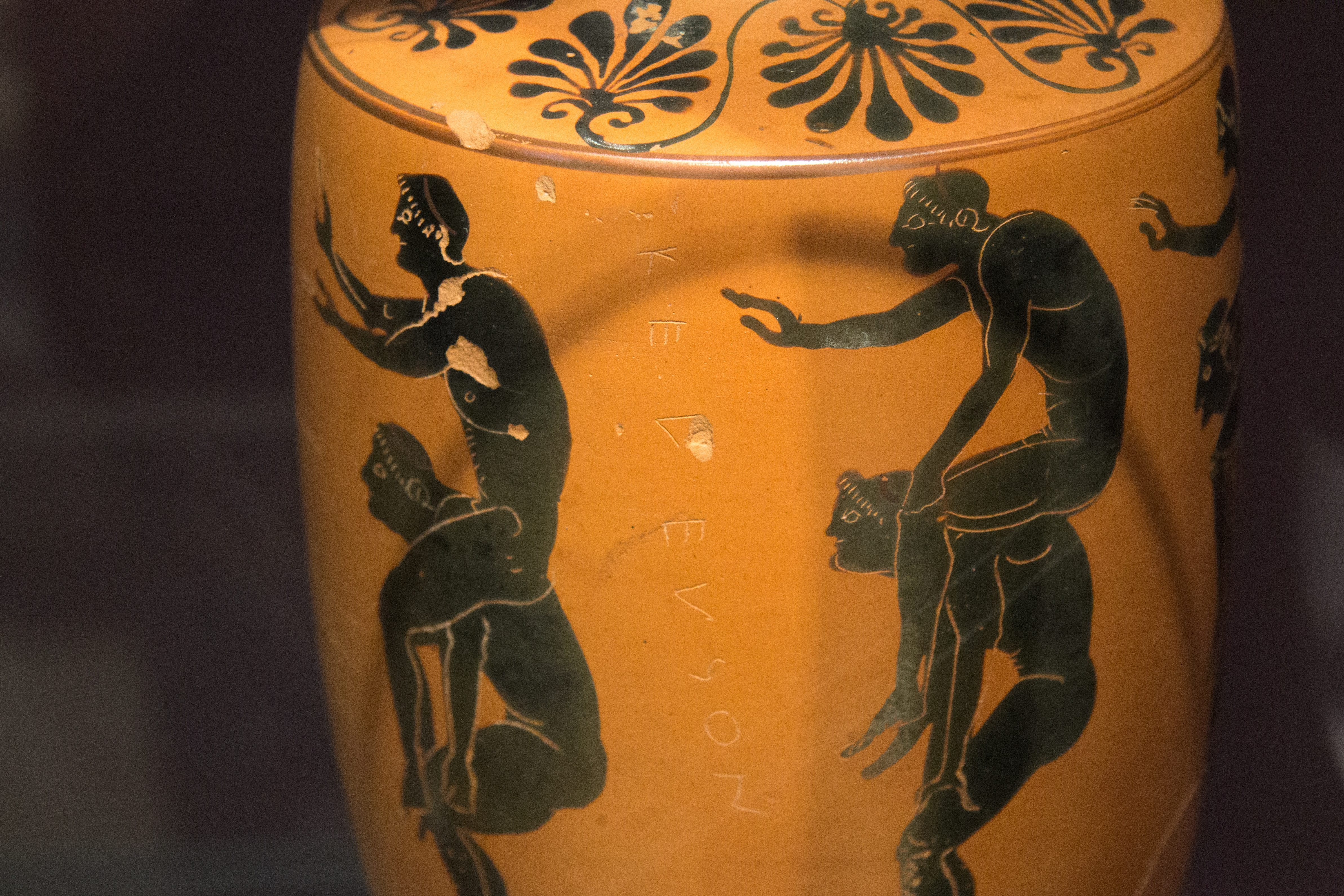
Un esempio di ephedrismos nella ceramica a figure nere, VI-V secolo a.C.

L'ultima fase di penitenza del gioco è la più rappresentata e questo, attraverso lo studio iconografico, permette di capire come il gioco si sia trasformato nel corso del tempo. Mentre negli esempi della più antica ceramica a figure nere sono raffigurate più persone giocare in squadre, in quelli della più recente ceramica a figure rosse era più facilmente raffigurata una singola coppia.
Secondo alcuni studiosi la rappresentazione del gioco, talvolta, poteva assumere anche connotati metaforici erotici. Difatti, nonostante le regole alla base implicavano che i partecipanti del gioco fossero dello stesso sesso, non mancano raffigurazioni con giocatori adulti di sesso opposto, o anche di personaggi appartenenti alla mitologia, in particolare satiri e ninfe. Secondo altri studiosi, invece, queste rappresentazioni non riguarderebbero l'Ephedrismos.